# St. Antonius von Padua (Schnerzhofen)

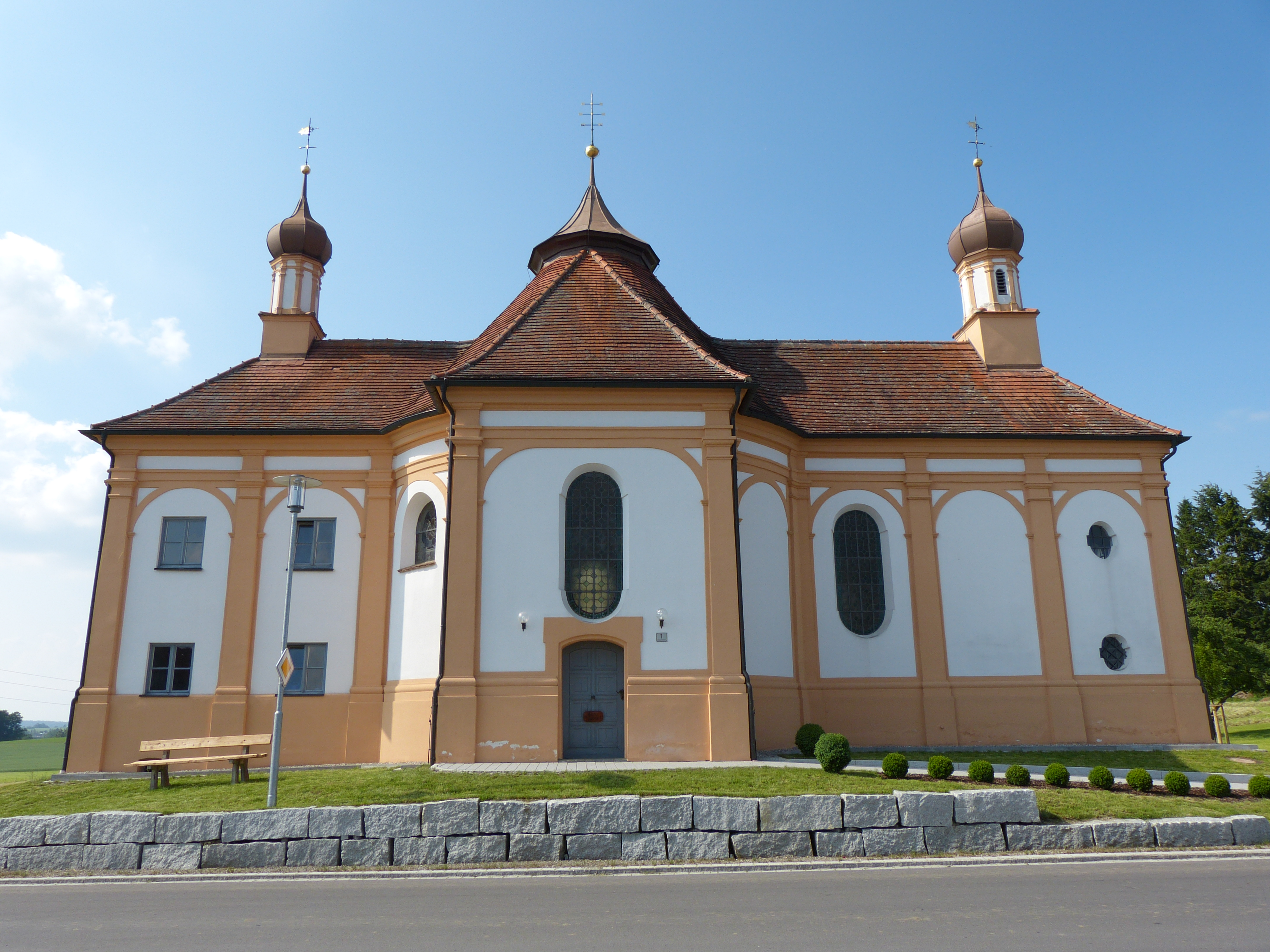
Wallfahrtskapelle St. Antonius von Padua in Schnerzhofen

Die römisch-katholische Wallfahrtskapelle St. Antonius von Padua wurde 1681 errichtet und befindet sich am westlichen Ortsrand von Schnerzhofen, einem Gemeindeteil der Gemeinde Markt Wald im Landkreis Unterallgäu in Bayern. Das denkmalgeschützte Gebäude beherbergte ab 1686 einen Eremiten. Die Wallfahrtskapelle trägt das Patrozinium des Antonius von Padua, dessen Fest am 13. Juni begangen wird.

## Geschichte
Im Jahr 1669 wurde bereits mit der Planung des Baus der Kapelle begonnen. Dieser konnte jedoch erst 1681 ausgeführt werden, als genügend finanzielle Mittel zur Verfügung standen. Ab dem Jahr 1686 ließ sich ein Eremit an der Wallfahrtskapelle nieder und betreute diese. Matthias Stiller aus Ettringen gab dem heute bestehenden Kirchengebäude sein Erscheinungsbild während der Erweiterung zwischen 1706 und 1708. Ob und welche älteren Baubestandteile während dieser Erweiterung einbezogen wurden, lässt sich nicht mehr erkennen. Eine neue Kanzel wurde 1717 von Schreiner Jakob Holderied aus Bonhofen geschaffen. Aus dem Jahr 1723 ist eine weitere Zahlung an Michael Stiller „an seinem noch restierenden Pauschilling“ über 110 fl. überliefert. Welche Tätigkeiten in dieser Zeit durch Michael Stiller an der Kapelle durchgeführt wurden, ist nicht festzustellen. Der Hochaltar wurde in der Mitte des 18. Jahrhunderts, der Kreuzweg 1755 errichtet. Auf das Jahr 1758 werden die Fresken des Mindelheimers Franz Joseph Wiedemann datiert. Renovierungen fanden in den Jahren 1903, 1905–1906 (Altar), 1947 (Dach), 1950, 1972, sowie eine umfangreiche Renovierung 1987 statt.

## Baubeschreibung

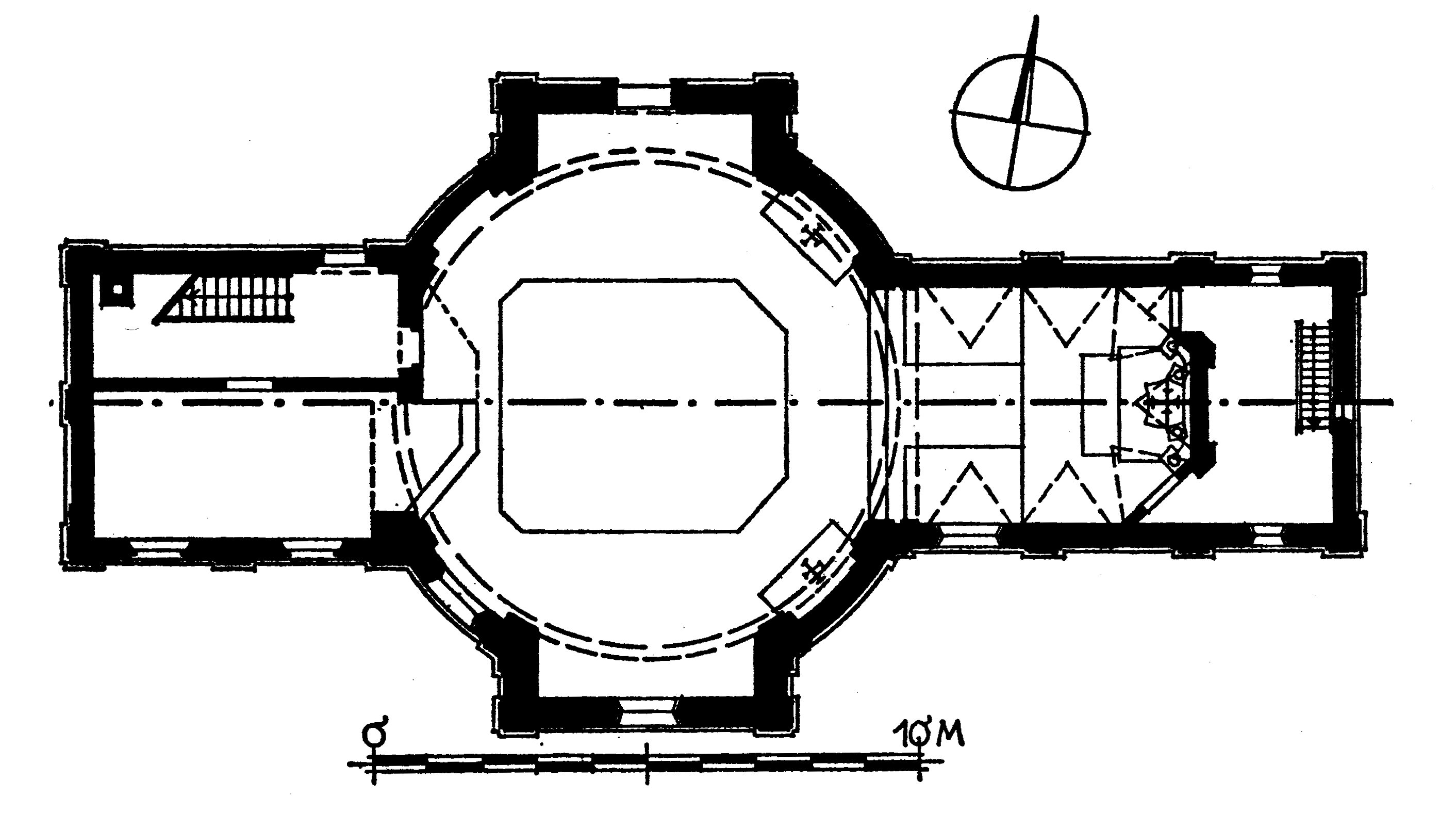
Grundriss der Wallfahrtskapelle St. Antonius von Padua

Die Wallfahrtskapelle besteht aus einer zentralen Rotunde an die sich nördlich und südlich kurze Querarme anschließen. Im östlichen Verlauf, von der als Langhaus dienenden Rotunde, findet sich der polygonal endende Chor. Hinter dem Chor ist die zweigeschossige Sakristei angebracht und verlängert so das gesamte Gebäude in Richtung Osten. Die Eremitenklause ist gegenüberliegend im Westteil des Gebäudes untergebracht, darüber befindet sich die Orgelempore. Der Mittelteil der Kapelle, die Rotunde, ist kreisrund und besitzt eine Kuppelwölbung. Jeweils paarweise befinden sich in den Diagonalen weitgestellte korinthische Pilaster. Diese schließen mit Gebälkstücken, mit darüber befindlichem profilierten verkröpftem Gesims, nach oben hin ab. In die vier Hauptrichtungen öffnet sich eine von den vorgenannten Pilastern flankierte Korbbogenarkade. Auf beiden Seiten der Chorbogenlaibung sind jeweils zwei Pilaster angebracht. Der Chor im östlichen Bereich ist zur Rotunde hin um zwei Stufen und im östlichsten Joch um eine dritte Stufe erhöht. Insgesamt umfasst der Chor zwei Joche und ist dreiseitig geschlossen. Die Decke des Chores bildet eine Stichkappentonne, welche auf Gesimskonsolen ruht. Jeweils eine querrechteckige Oratoriumsöffnung ist oberhalb im Chor in dessen Schrägachsen eingelassen. Diese Schrägachsen sind im unteren Bereich rechtwinklig ausgebrochen, so dass sich hier ein gerader Chorschluss ergibt. Den Übergang zur abgeschrägten Wand bildet ein halbiertes, flaches Kreuzgratgewölbe. In der so entstehenden geraden Wand sind rechts und links des Hochaltares Türen mit perspektivischer Felderung aus der Zeit um 1708 eingelassen, die zur dahinterliegenden Sakristei führen. Oberhalb jeder der beiden Türen ist im Scheitel ein Engelskopf angebracht. Im westlichen Chorjoch ist zu beiden Seiten ein großes, oben und unten eingezogenes, rundbogiges Fenster vorhanden. Gleiche Fenster finden sich in den kurzen Querarmen der Rotunde oberhalb der Stichbogentüren. Hohe Stichbogennischen befinden sich in den beiden östlichen Diagonalen der Rotunde, um die Seitenaltäre aufzunehmen. Die Diagonalen an der Westseite der Rotunde enthalten niedrigere Stichbogennischen und darüber eingezogene rundbogige Fenster. Die westliche Arkade, dem Chor gegenüberliegend, ist im unteren Bereich durch eine Querwand geschlossen. Durch diese Querwand führt, nördlich der Mittelachse, eine Stichbogentür zur Eremitenklause. Oberhalb dieser Querwand kragt die dreiseitig polygonale Brüstung der Orgelempore hervor.

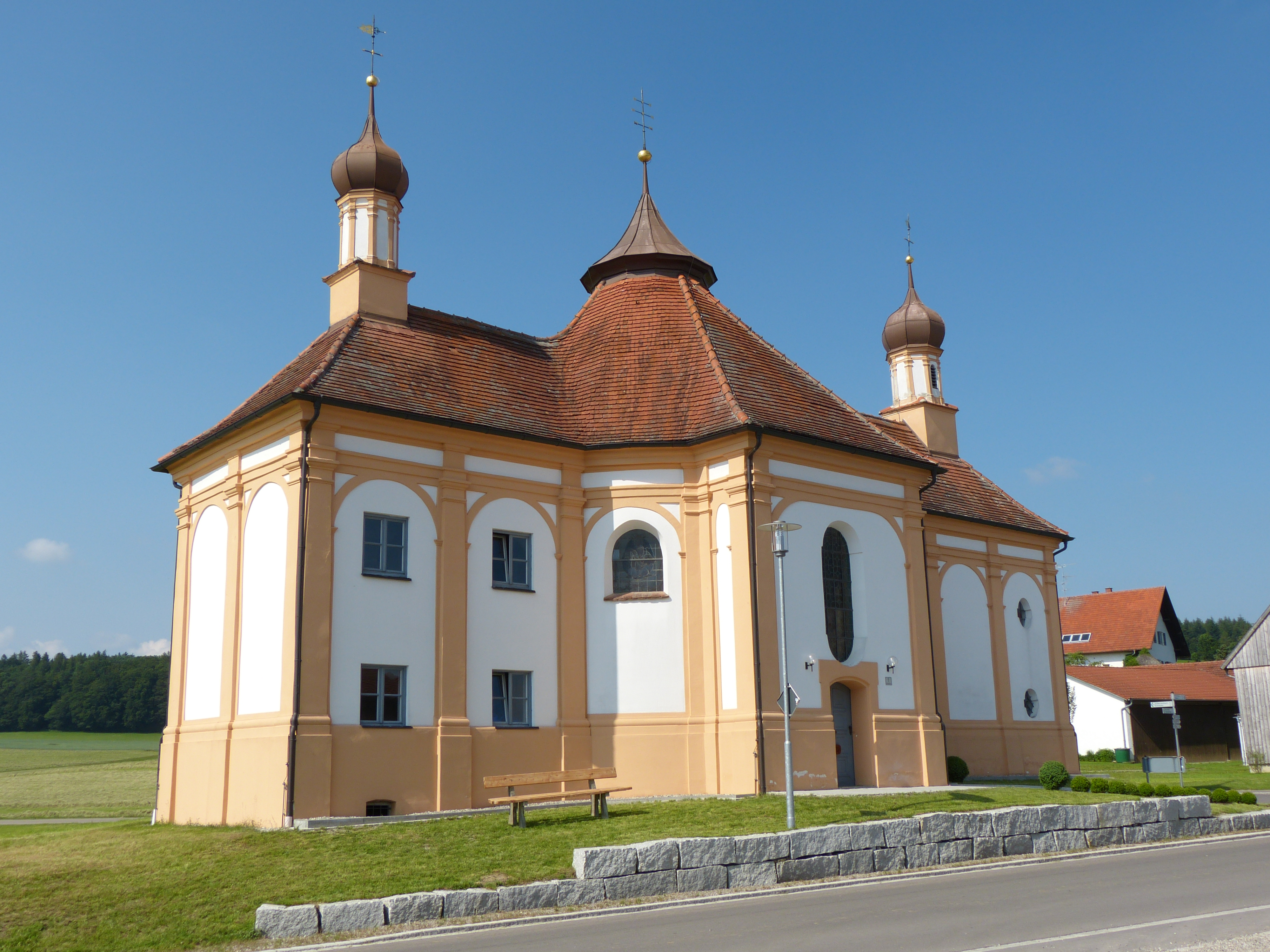
Südwestansicht der Wallfahrtskapelle

Die ehemalige Wohnung des Eremiten befindet sich im Untergeschoss des westlichen Teils des Kirchengebäudes. Der Wohnraum ist mit einer Flachdecke versehen und besitzt zwei rechteckige Fenster in südlicher Richtung. Auf der Nordseite der Wohnung ist ein kleiner Nebenraum mit Aufgang zur Orgelempore. Die Empore ist flachgedeckt und enthält zwei rechteckige Fenster in nördlicher und südlicher Richtung. Ganz im Osten der Wallfahrtskapelle, hinter dem Chorschluss, ist die Sakristei untergebracht. Diese besitzt eine Flachdecke, sowie oben und unten eingezogene rundbogige Fenster, sowohl an der Nord- wie auch an der Südseite. Gleichartige Fenster finden sich an allen drei Seiten im Obergeschoss der Sakristei, welches das Oratorium enthält. Das Oratorium ist durch eine Falltür mit Treppe durch die Sakristei zugänglich.
Umlaufend um die Kapelle sind außen ein Sockel und ein dreiteiliges Gebälk angebracht. Mit Ausnahme des Kranzgesimes sind beide mit der achsenweisen Gliederung durch toskanische Pilaster verkröpft. In den durch die Gliederung entstehenden Feldern sind Blendarkaden mit profilierten Kämpfern eingefügt. Die Rotunde befindet sich dabei nicht mittig im Zentrum der Wallfahrtskapelle, da der westliche Teil, mit Eremitenklause, zwei und der östliche Teil, mit Chor und Sakristei, drei Achsen umfasst. An der Stirnseite der Rotunde ist auf beiden Seiten eine breite Blendarkade mit ebenem Scheitel angebracht. Die Schmalseiten der kurzen Querarme enthalten eine sehr schmale Arkade mit stark gestelztem Bogen. Die Westfassade (der Eremitenklause) besitzt zwei Arkaden, die Ostfassade nur eine einzige Arkade mit ebenem Scheitel. Geohrte Putzrahmen befinden sich um die beiden Stichbogentüren in den Stirnseiten der Rotunde. Ein kegelförmiges, erhöhtes Dach mit gerundeten Übergängen deckt die Rotunde. Bekrönt wird dieses mit einer kegelförmigen und blechgedeckten Spitze. Auf beiden Seiten der Längsarme sitzt jeweils ein Dachreiter am Firstende, wobei der östliche Dachreiter kräftiger ist als derjenige oberhalb der Eremitenklause. Beide Dachreiter bestehen aus einem quadratischen Sockel und Profilgesims. Auf den Sockel schließt sich ein oktogonales Obergeschoss mit geknickten toskanischen Pilastern an. Eine blechgedeckte Zwiebelhaube schließt die beiden Dachreiter ab.

## Innenausstattung

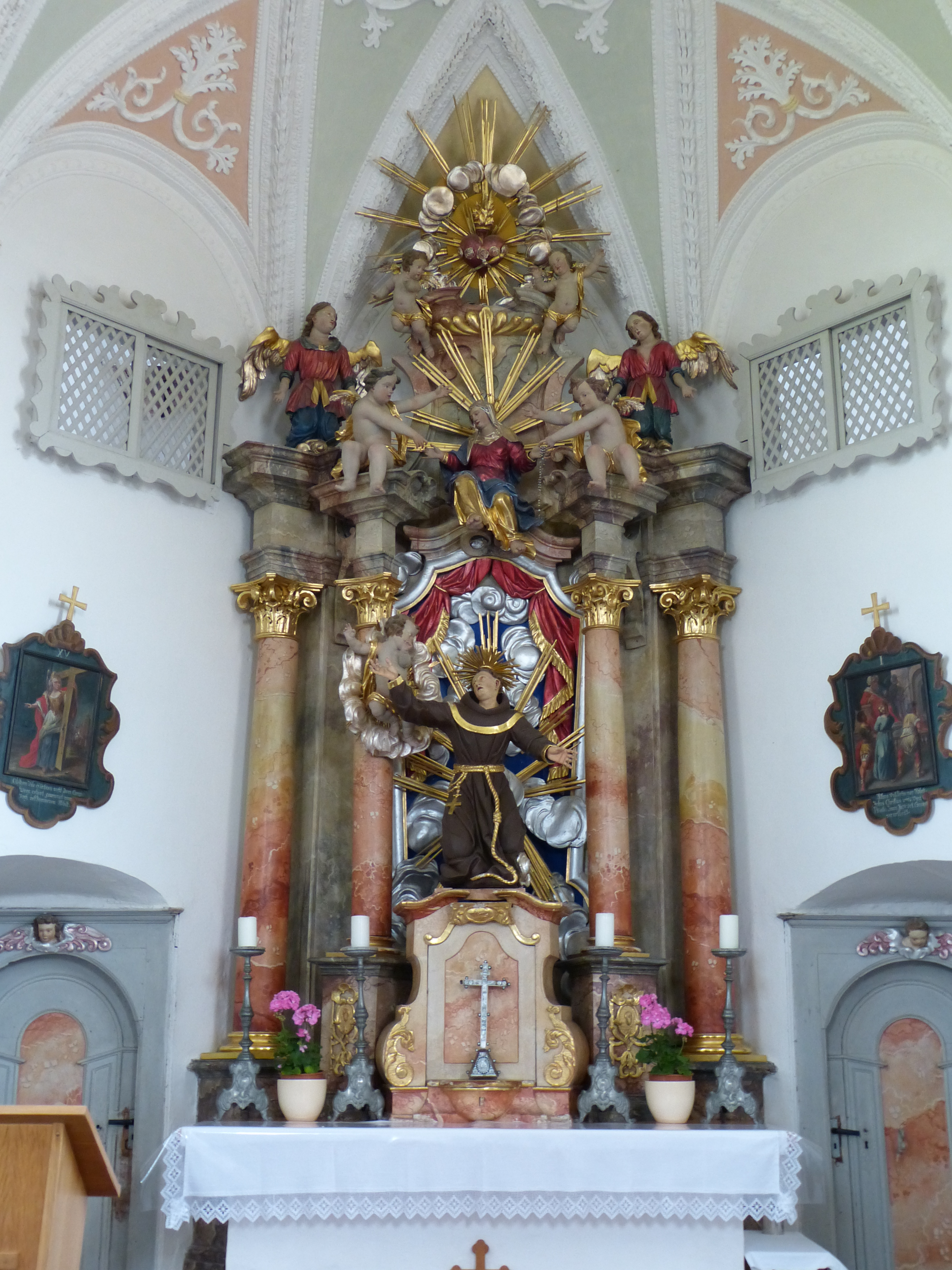
Hochaltar mit Figur des heiligen Antonius und Jesuskind, 18. Jahrhundert

Der aus roten, grauen und violetten Tönen marmorierte Hochaltar stammt aus der Mitte des 18. Jahrhunderts. Der sarkophagförmige Stipes ist dabei neueren Datums. Auf dem mit Voluten flankierten Tabernakel befindet sich eine kniende Figur des heiligen Antonius von Padua. Oberhalb zur rechten der Figur ist das Jesuskind in einer Wolke zu sehen. Im Hintergrund der Szene ist versilbertes Gewölk mit Strahlenkranz und rotem Vorhangsaum angebracht. Flankiert wird die Figurengruppe im Altarbild von jeweils zwei übereckgestellten korinthischen Säulen. Obwohl die beiden inneren Säulen auf höheren Sockeln ruhen, haben alle vier Säulen die gleiche Höhe. In der Mitte des Gebälks des Hochaltares, noch unterhalb des Altarauszuges, befindet sich eine sitzende Marienfigur vor einem Strahlenkranz. An beiden Seiten über den Säulen sind Putten und Engelsfiguren vorhanden. Bekrönt wird der Altar mit dem Herzen Mariä vor einem Strahlenkranz im Altarauszug. Dieses wird von Putten flankiert.
Die beiden schlichten Seitenaltäre besitzen gemauerte Stipes und schlichte marmorierte Holzsockel aus der Mitte des 19. Jahrhunderts. Der linke Seitenaltar enthält drei gefasste Holzfiguren mit Darstellungen der heiligen Anna in der Mitte der Szene, sowie links der heiligen Elisabeth und rechts der heiligen Barbara. Die Figur der Anna stammt aus der Mitte des 19. Jahrhunderts, die beiden Figuren daneben aus der Mitte des 18. Jahrhunderts. Auf dem rechten Seitenaltar ist das Prager Jesukind in einem Schrein zu sehen. Sowohl das Prager Jesukind, wie auch das Kruzifix darüber stammen aus der Mitte des 19. Jahrhunderts.
Daneben befinden sich noch weitere gefasste Holzfiguren in der Kapelle. Das Kruzifix im nördlichen Querarm stammt aus der Mitte des 18. Jahrhunderts. In der Sakristei befindet sich ein kleines Kruzifix mit Bandelwerk aus der ersten Hälfte des 18. Jahrhunderts. Ein Auferstehungsheiland aus der Mitte des 18. Jahrhunderts ist im Oratorium vorhanden.
Die 14 Kreuzwegstationen wurden 1755 nach entsprechender Genehmigung errichtet. Die einzelnen Bilder sind auf Holz gemalt und in einem kartuschenförmigen, bemalten Rahmen eingelassen. Darunter findet sich jeweils eine Inschrift. Im südlichen Querarm ist ein Gemälde mit der Darstellung des Eselswunders des heiligen Antonius zu sehen. Es stammt aus der Zeit um 1720/1730. Insgesamt sieben, auf Holz gemalte, Votivbilder sind an der südwestlichen Diagonale aufgehängt. Die einzelnen Bilder zeigen dabei eine:

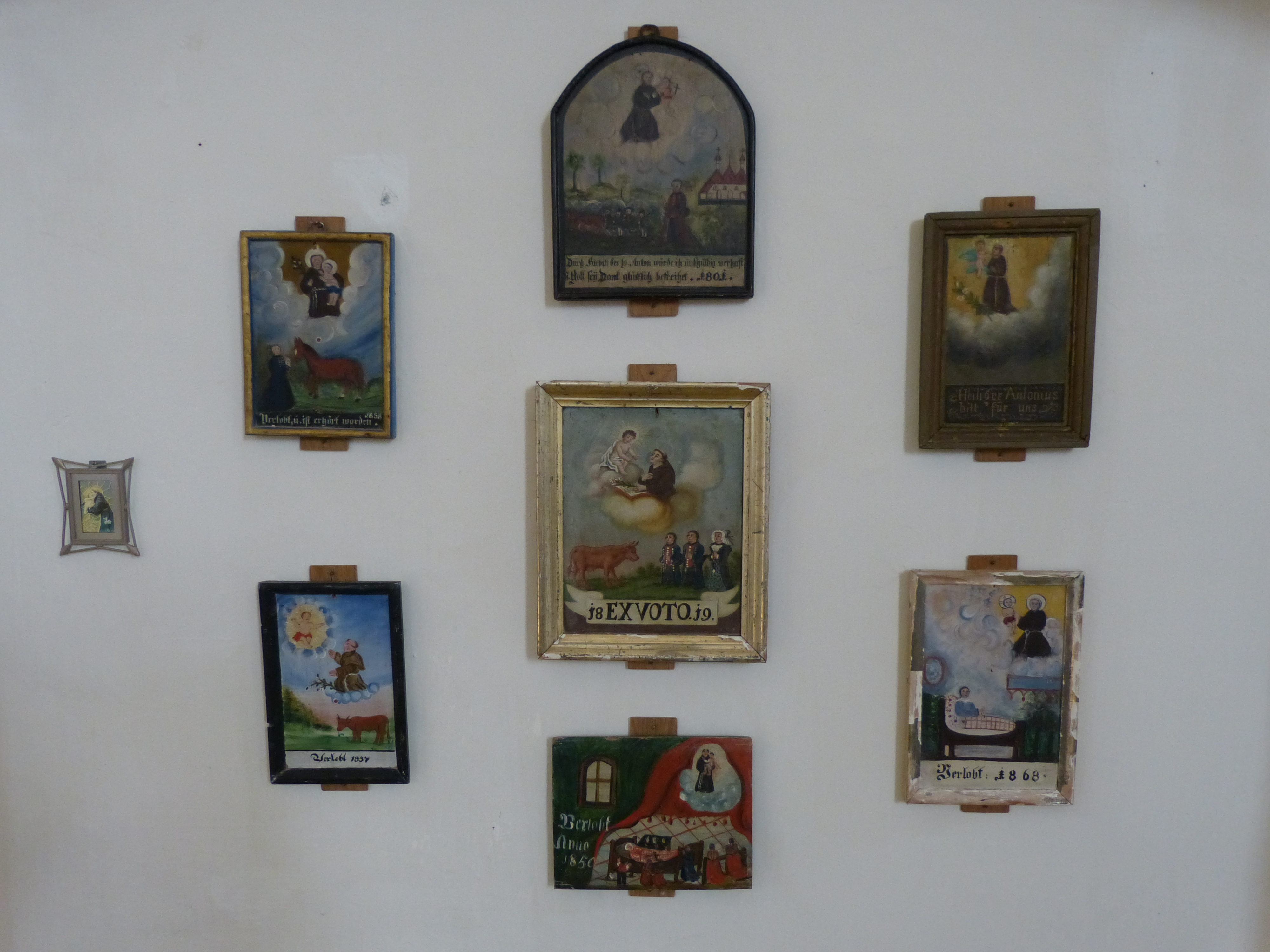
Votivbilder aus dem 19. Jahrhundert

- Frau mit Pferd und darüber der heilige Antonius mit der Inschrift Verlobt, u. ist erhört worden 1858.
- Familie mit Kuh, oben der heilige Antonius. Die Inschrift lautet: 18 EX VOTO 19.
- Kuh mit dem heiligen Antonius. Die kurze Inschrift besagt: Verlobt 1857.
- Frau im Krankenbett mit dem heiligen Antonius und der Inschrift: Verlobt 1868.
- kniende Frau, zu deren rechten die Kapelle und zur linken Soldaten abgebildet sind. Darüber der heilige Antonius. Die Inschrift besagt: Durch Fürbitt des hl. Anton wurde ich unschuldig verhaft / u. Gott sey Danck glücklich befreihet. 1801.
- Inschrift Heiliger Antonius bitt für uns. neben der Darstellung des heiligen Antonius in Wolken. Das Votivbild stammt aus dem 19. Jahrhundert.
- von ihrer Familie umgebenen Frau im Krankenbett, darüber der heilige Antonius. Die Inschrift lautet: Verlobt Anno 1850.

Im Chor zeigen die beiden Wandbilder im zweiten Joch den heiligen Antonius vor der Kapelle in Schnerzhofen sowie ebenfalls den heiligen Antonius wie er den Fischen predigt. Das erste Gemälde an der Südseite ist mit F. Jacob 1903 bezeichnet und trägt rechts unten noch eine weitere Inschrift des Herrschaftspflegers von Markt Wald: S. ANTONIVS / Anti obitum / mortuus / Post obitum / vivus / I. O. H. Preaf. W. / Ex voto / Anno 1709. Das Gemälde der Nordseite ist mit Friedrich Jacob München 1903 bezeichnet. Beide Gemälde im Chor sind in Öl auf Blech gemalt und dienen als Ersatz für Vorgängergemälde mit gleichem Inhalt aus der Erbauungszeit. Der Opferstock im südlichen Querarm trägt die Inschrift Jakob Bauer Stiftungspfleger in Stei(n)ekirch / 1842 / S. Antonius.
Karl Port aus Augsburg schuf 1908 das neubarocke Gestühl mit Schweifwangen und reicher Akanthusschnitzerei. An den Vorder- und Rückbrüstungen befinden sich Felder mit Blattwerkschnitzerei. Aus dem 18. Jahrhundert stammt der Beichtsitz im nördlichen Querarm mit geschweifter Lehne und geschweiften Seitenwänden.

## Orgel

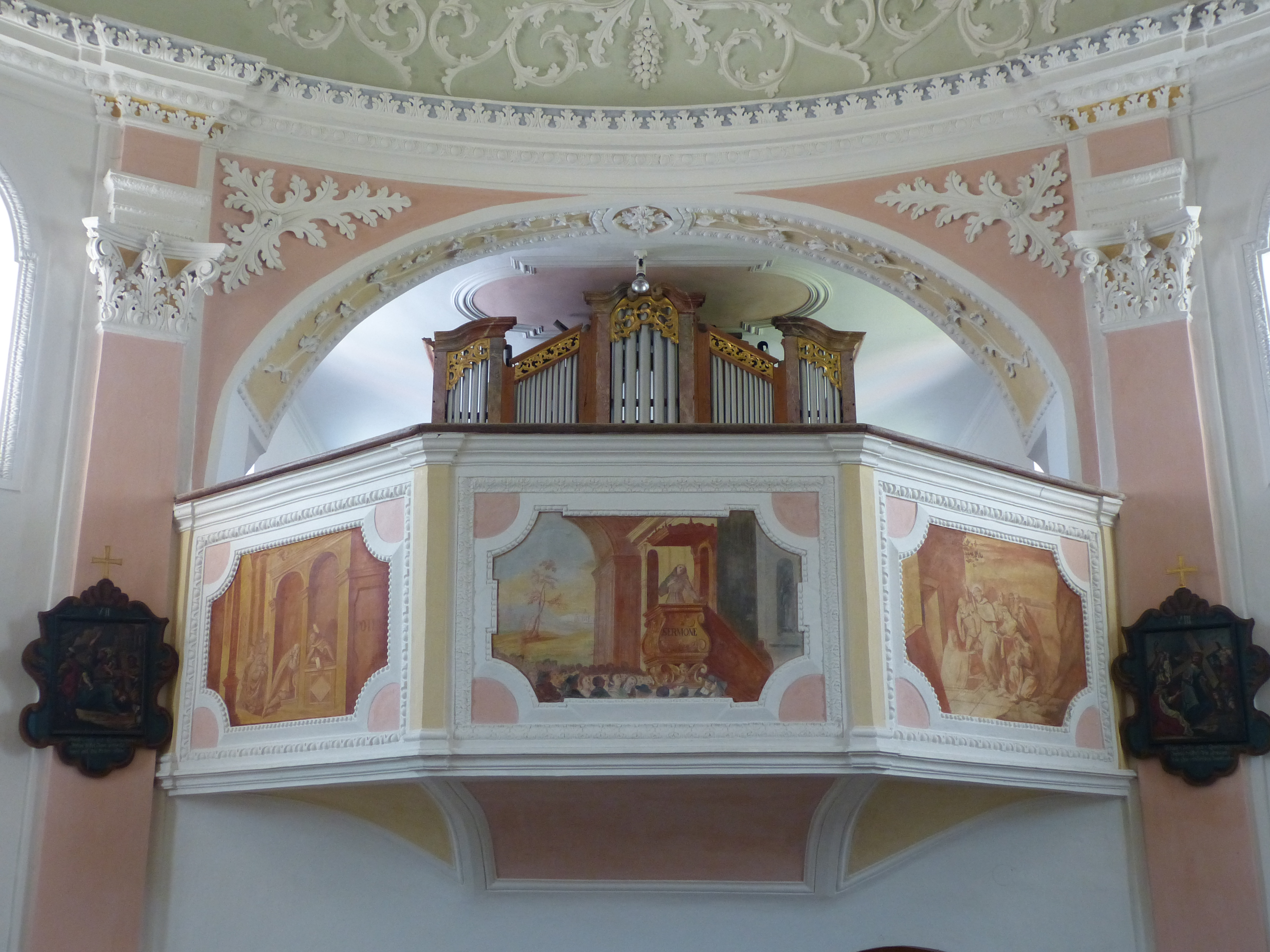
Die Orgel von Julius Schwarzbauer

Die Orgel wurde 1918 in der Wallfahrtskapelle aufgestellt. Sie wurde von dem Mindelheimer Orgelbauer Julius Schwarzbauer geschaffen. Umgeben ist das Instrument mit einem Neorokoko-Gehäuse.